# قشلاق اغداش نصیر
قشلاق اغداش نصیر یک روستا در ایران است که در استان اردبیل واقع شده‌است. قشلاق اغداش نصیر ۳۰ نفر جمعیت دارد.